# Feeling B
Feeling B er et tysk punkband. Det blev grundlagt i 1983 og var aktivt frem til 1993 og blev genforenet i 2007.

## Bandet bestod af
- Aljoscha Rompe – vokal
- Christian Lorenz – pianist
- Paul Landers – guitarist
- Alexander Kriening – trommeslager
- Christoph Zimmermann – bassist

Paul Landers, Christoph Schneider og Christian Lorenz er senere blevet medlem af Rammstein.

## Diskografi
- Hea Hoa Hoa Hea Hea Hoa (1989)
- Wir kriegen euch alle (1991)
- Die Maske des Roten Todes (1993)
- Grün & Blau (2007)